# Sporttotal
Sporttotal (vormals Wige Media, Eigenschreibweise: SPORTTOTAL) ist ein in Köln ansässiges, börsennotiertes Medienunternehmen. Es ist Anbieter des Streaming-Portals sporttotal.tv.

## Geschichte
Seit dem 7. November 2000 ist die Sporttotal AG an der Börse notiert. Im Jahr 2013 verantwortete Sporttotal den technischen Ausbau des Sochi Autodrom. Am 24. Februar 2016 unterschrieben Sporttotal und die neu gegründete Alibaba Sports Group, ein Tochterunternehmen der Alibaba Group, einen Kooperationsvertrag. Im Jahr 2017 erfolgte die Umbenennung und Umstrukturierung zur neuen Sporttotal AG. Im Januar 2019 wurde außerdem die Zusammenarbeit mit dem Google-Mutterkonzern Alphabet geschlossen, um mit Hilfe der KI- und Machine-Learning-Technologie der Cloud-Sparte die Benutzerdaten auf der Streaming-Plattform sporttotal.tv auszuwerten.

## Mediendienstleitungen

### Amateurfußballportal
Ende des Jahres 2016 führte Sporttotal das neue Streaming-Portal sporttotal.tv auf dem Markt ein. Hierfür stellt das Unternehmen Amateurfußballvereinen die Videotechnik bereit, mit der Partien live und vollautomatisch im Internet übertragen werden können. Für die Umsetzung von sporttotal.tv kooperierte Sporttotal mit dem DFB, Hyundai, der Allianz, Bild, Deutscher Post und der Telekom. Nach annähernd sechs Monaten erreichte das Amateurfußballportal im Durchschnitt 15 500 Nutzer pro Spiel.
Neben dem DFB kooperierte sporttotal.tv mit dem Amateurfußballportal Fussball.de, welches vom DFB und seinen Landesverbänden betrieben wird. Bis Ende 2018 wurden deutschlandweit über 450 Kamerasysteme bei Vereinen aus 24 Verbänden angebracht und über 5600 Spiele gestreamt. Die Spielübertragung machte eine 180-Grad-Kamera-Technologie möglich.

### Motorsport
Sporttotal übertrug und vermarktete im Bereich Motorsport im Jahr 2019 das ADAC Total 24h-Rennen. Mit dem Geschäftsbereich Venues stattete Sporttotal Sportstätten und Rennstrecken aus und war 2019 für die Race Control, lückenlose Videoüberwachung der Rennstrecke, Zeitnahme, ein Media Distribution System, Startampeln und elektronische Flaggen, Funkstrecken, Voice Over IP und den Aufbau des gesamten Datennetzwerkes für Rennstrecken in Sotschi, Kuwait oder Brasilien verantwortlich.

### Weitere Sportarten
Neben Amateurfußball und Motorsport überträgt Sporttotal mit seinen vollautomatischen Kameras auch Spiele der Volleyball-Bundesliga, sowie Eishockey-, Basketball- und Feldhockeyspiele.

## Geschäftszahlen
Sporttotal erzielte im Geschäftsjahr 2020 einen Umsatz in Höhe von 22,938 Millionen Euro. Die Aktie wird im Segment General Standard im regulierten Markt der Börse Frankfurt gehandelt.